# Die Möglichkeit einer Insel
Die Möglichkeit einer Insel (französischer Originaltitel: La possibilité d’une île) ist ein Science-Fiction-Roman von Michel Houellebecq aus dem Jahr 2005. Die bislang einzige Übersetzung ins Deutsche von Uli Wittmann erschien noch im selben Jahr im DuMont-Literatur-und-Kunst-Verlag, Köln.

## Kurzinhalt
Die Handlung des Romans spielt auf zwei verschiedenen Zeitebenen:
- Im 20./21. Jahrhundert (Ich-Erzähler ist Daniel1),
- etwa 2000 Jahre später (Ich-Erzähler ist zuerst Daniel24, später Daniel25).

In der 1. Zeitebene beschreibt Daniel1, wie er zum gefeierten Star wird. Zahlreiche sexuelle Begegnungen mit Frauen hinterlassen keinen bleibenden Eindruck. Lediglich zu zwei Frauen entsteht so etwas wie eine Beziehung. Isabelle, die seine Frau wird, und, nachdem diese Ehe zerbrochen ist, Esther, eine Nachwuchsschauspielerin, 25 Jahre jünger als er. Beide Beziehungen enden unglücklich und Daniel bleibt allein und verlassen zurück. Sein einziger treuer Begleiter ist sein Hund Fox. Das Leben des Ich-Erzählers ist bis zum Schluss bestimmt von der Suche nach Liebe.
In der 2. Zeitebene stellen erst Daniel24, dann Daniel25 Betrachtungen über Daniel1 an. Daniel25 entschließt sich erst am Ende des Romans, aus einem ereignislosen Leben der Kontemplation auszubrechen. Er macht sich mit seinem Hund auf die Suche nach „einer Insel“, auf der vielleicht noch ein erfülltes Leben möglich ist.

## Inhalt und Aufbau

### Jetztzeit (1. Zeitebene)
Hier wird die Lebensgeschichte von Daniel1, einem Zyniker und erfolgreichen Komiker unserer Zeit erzählt, die deutlich autobiographische Züge des Autors enthält.
Im Mittelpunkt dieses Lebens in großem Wohlstand steht die Suche nach Liebe. Doch findet der Erzähler weder bei seiner Frau Isabell, noch später bei seiner jungen Geliebten Esther dauerhaft die Erfüllung, die er sucht.
Zufällig kommt Daniel1 mit der Sekte der „Elohimiten“ in Kontakt, die auf Lanzarote ein Zentrum unterhalten, in dem sie auch Forschungen zur künstlichen Replikation von Menschen betreiben. Daniel1 schließt sich dieser Sekte an.
Als der Führer der Sekte, „der Prophet“, getötet wird, tritt dessen unehelicher Sohn Vincent an dessen Stelle. Die Sekte behauptet, sie habe den Propheten erfolgreich geklont und gibt Vincent als dessen Replikanten aus. Der PR-Coup gelingt und Daniel1 ist als Mitwisser des Betrugs von nun an fest mit der Sekte verbunden.

### Zukunft (2. Zeitebene)
2000 Jahre später: Die Erde ist infolge von Kriegen, Atomexplosionen und einer Verschiebung der Erdachse klimatisch und geologisch stark verändert worden. Die Meere sind bis auf kümmerliche Reste von Wasser verschwunden. Die Nachfolger des ersten Ich-Erzählers Daniel1 stellen Betrachtungen über sein Leben an und beschreiben wie unbeteiligte Beobachter ihre Welt.

#### Die Menschen der Zukunft
Die Menschen sind großenteils ausgestorben, weil sie offenbar unfähig sind, zu lieben. Das heißt, sie reproduzierten sich nicht mehr. Der Autor setzt an dieser Stelle die Liebe gleich mit der sexuellen Reproduktion der Individuen. Die wenigen überlebenden Menschen sind auf ein vorzivilisatorisches Niveau zurückgefallen. Diese „Wilden“ leben in den Ruinen aus dem 21. Jahrhundert. Gebrauchsgegenstände wie Autositze und Plastikkoffer haben als stumme Zeugen der alten Zivilisation überdauert. Die meisten dieser Gegenstände sind jedoch für die Wilden in ihrer Welt völlig nutzlos und unverständlich. Sie leben in kleinen, stark hierarchisch organisierten Stämmen. Nur die Anführer haben das Recht, sich mit Weibchen zu paaren. Alte, schwache Stammesangehörige werden in grausamen und blutigen Ritualen getötet und verspeist.

#### Neo-Menschen
Es gibt noch eine weitere Menschenart, die sogenannten „Neo-Menschen “. Die Neo-Menschen leben isoliert als Einzelwesen verstreut über die ganze Welt in autarken Hochsicherheits-Hightech-Stationen, abgeschirmt von der Umwelt. Sie sind eine durch gentechnische Veränderungen entstandene neue Menschenart, die ihren Energiebedarf durch Fotosynthese deckt, und deren Fähigkeit, Gefühle zu zeigen, reduziert wurde. Die Neo-Menschen kommunizieren untereinander per Internet. Persönliche körperliche Kontakte gibt es nicht. Die Wohnstationen werden von „Central City“ überwacht und gewartet und mit dem Wenigen an Nachschub versorgt, das ein Neo-Mensch noch benötigt. Im Wesentlichen genügen ihm Trinkwasser und Mineralsalz. Wenn ein Mensch stirbt, wird in Central City aus dem dort zentral gelagerten genetischen Code mit fortgeschrittenen gentechnischen Verfahren auf direktem Wege eine ca. 18-jährige Kopie des Verstorbenen erzeugt und in die Station geliefert. Dort ersetzt dann die Kopie ihren verstorbenen Vorgänger. Das technische Verfahren, dem Nachfolger auch Erfahrungen und Erinnerungen des ursprünglichen Menschen mitzugeben, funktioniert nur unvollständig. Es reicht aber dafür aus, dass er lesen und schreiben und die Gerätschaften seiner Station bedienen kann.
Die Neo-Menschen sind „Nachfahren“ der am Ende des zwanzigsten Jahrhunderts entstandenen Sekte der „Elohimiten“. Eine Sekte, zu deren Überzeugungen die Existenz von Außerirdischen gehört, die einst mit ihren Raumschiffen auf der Erde gelandet sind, mit Gentechnik die Menschen erschaffen haben und eines Tages wiederkommen werden, um die Anhänger der Sekte mit sich zu nehmen. Zu den Zielen der Sekte gehörte in der Jetztzeit der Bau eines Botschaftsgebäudes für die Außerirdischen, die Erforschung und Nutzung der Gentechnologie mit dem Ziel, Menschen gentechnisch zu verbessern, zu klonen und unsterblich zu machen sowie ein sexuell freizügiges Leben. Mit diesen Zielen gewinnt die Sekte in der nahen Zukunft schnell zahlreiche neue Mitglieder und wird damit in kurzer Zeit zur wichtigsten Weltreligion. Wer Mitglied der Sekte wird, vermacht nach seinem Tode all seinen Besitz der Sekte. Als Gegenleistung wird seine DNA konserviert und er wird durch Klonen „unsterblich“ gemacht.
Die Neo-Menschen führen ein beschauliches Leben, im vollen Bewusstsein, dass sie nicht die Endstufe der menschlichen Entwicklung sind, sondern irgendwann durch die „Zukünftigen“ – eine Art Übermenschen im Sinne Nietzsches – abgelöst werden. Ihr „ewiges Leben“ ist eigentlich langweilig, aber die Fähigkeit, Langeweile zu empfinden, ist ihnen wie viele andere menschliche Gefühle wegdesignt worden. Oberste religiöse Autorität der Neo-Menschen ist die „Höchste Schwester“. Ihre Lehrsätze sind weniger als verbindliche Lehrsätze, denn als praktische Lebenshilfe angelegt. Zu den wichtigsten Aufgaben eines Neo-Menschen gehört es, den Lebensbericht des Menschen zu lesen, von dem sie abstammen, und diesen möglichst zu kommentieren. Mit neugierigem Unverständnis lesen die Neo-Menschen in diesen Lebensberichten von menschlichen Leidenschaften wie der Liebe und der Gier nach Geld oder sexueller Erfüllung.
Die immerwährende Suche nach Erfüllung und dem, was Daniel1 als Liebe gekannt hatte, wird durch die Insel Lanzarote versinnbildlicht, von der die Neo-Menschen nicht wissen, ob sie wirklich noch existiert, auf der sich aber möglicherweise Neo-Menschen zusammengefunden haben, um ein anderes Leben zu führen. Die „Möglichkeit einer Insel“ ist es, die Marie23 und Daniel25 antreibt, aus ihrem geordneten, „ewigen“ aber eintönigen Leben auszubrechen, wofür sie mit ihrem Tod bzw. mit Sterblichkeit bezahlen müssen, denn die Regeln der Neo-Menschen sehen vor, dass die Stationen der Abtrünnigen geschlossen werden und keine weiteren Nachfolger mehr erzeugt werden.
Als Daniel25 schließlich nach langer Reise das „unendliche“ Meer erreicht, versteht er, warum der Gedanke der Unendlichkeit eine solch große Faszination auf die Menschen ausgeübt hat, dass daraus der Wunsch nach unendlichem Leben, nach Unsterblichkeit entstehen konnte. Er erkennt, dass er sein Ziel Lanzarote nicht mehr erreichen wird. Er ist nicht erlöst, aber auch nicht unglücklich.

### Aufbau
Der Roman besteht zu etwas mehr als der Hälfte aus dem Lebensbericht des ersten Ich-Erzählers (Daniel1, 1. Zeitebene).
Dieser Lebensbericht umfasst sein ganzes erwachsenes Leben. Zwischen die Kapitel dieses Lebensberichts eingestreut sind die Betrachtungen der Nachfahren Daniel24 und Daniel25 (2. Zeitebene): Zuerst ein Vorwort von Daniel24, dem 23. Nachfahren von Daniel1. Dann kommentieren Daniel24 und Daniel25 den Lebensbericht von Daniel1. Dabei beschäftigt sich Daniel24 mit dem ersten Teil des Lebensberichtes und Daniel25 mit dem zweiten.
Im letzten Teil des Buches erzählt Daniel25, wie er – angeregt durch den vorhergehenden Gedankenaustausch mit Marie23 – unbefriedigt vom eintönigen ewigen Leben ihrem Beispiel folgt, die eigene Station verlässt und sich auf die Suche begibt nach Verständnis für die verlorenen menschlichen Gefühle, die er nur aus den Lebensberichten kennt, aber nicht verstehen kann.

## Hintergründe
Die im Roman beschriebene Sekte der „Elohimiten“ ist in ihren Glaubensvorstellungen angelehnt an die Neue Religiöse Bewegung der Raëlianer.
Houellebecq war im Jahr 2002 auf die Gruppe der Raëlianer aufmerksam geworden, als diese öffentlich bekannt gab, ein geklontes Baby zur Welt gebracht zu haben. In einem Zeitungsinterview verteidigte Houellebecq die Raëlianer und das Klonen von Menschen.

## Wirkungsgeschichte
Der Sänger Iggy Pop zählt den Roman zu den Inspirationsquellen seines 2009 erschienenen Albums Préliminaires. Grundlage bot seine Musik für eine Dokumentation des Filmemachers Erik Lieshout mit dem Titel „Les Derniers Mots de Michel Houellebecq“. Unter anderem nahm Pop sich für den Song „King of the dogs“ Daniels Hund Fox zum Vorbild.
Der deutsche Schriftsteller Rainald Goetz widmete dem Roman einen Essay im Magazin Cicero. Er berichtet darin davon, wie er sich das französische Original des Buchs im französischen Buchladen der Galeries Lafayette Berlin kauft. Auch wenn Houellebecqs Philosophie in ihren Konsequenzen Unsinn sei, mache es „eine sagenhaft gute Laune“, das Buch zu lesen. Goetz bezeichnet das Buch als „futuristischen Roman, fast ganz ohne fiktive Zukunftswissenschaft, inhaltlich und textformtechnisch eher eine historische Meditation über die Entstehung der christlichen Religion, aus mittelalterlicher Sicht“. Er verweist auf die Ähnlichkeit der Nummerierungen der Zukunftsfiguren wie Daniel24,2, Marie23, Esther1 oder Daniel1,28 mit biblischen Kapitelzahlen wie 1. Korinther 13,4-8 oder Genesis 1,2 und weist darauf hin, dass das Buch Daniel zu den prophetischen Büchern gehöre.

## Verfilmung
Mit Benoît Magimel in der Hauptrolle brachte Houellebecq in Kooperation mit dem WDR und der Filmstiftung NRW 2008 eine Filmversion auf die Leinwand, die lose auf seinem Roman basiert. Aufgrund überwiegend vernichtender Kritiken bei der Premiere auf dem Filmfestival Locarno fand die Produktion bisher jedoch keinen internationalen Verleih. Im Juli 2011 wurde die Verfilmung bei Arte gesendet.

## Bühnenfassung
Der Regisseur Robert Borgmann brachte mit dem Berliner Ensemble am 9. Oktober 2019 eine inklusive Pause knapp dreistündige Bühnenfassung von Die Möglichkeit einer Insel zur Uraufführung. Darin erkundet er die Conditio humana des Alterns und des Kulturpessimismus.

### Das Buch von Michel Houellebecq
- französisch (Original): La possibilité d’une Île, Broché, Fayard, August 2005, 485 Seiten, ISBN 2-213-62547-6
- deutsch: Die Möglichkeit einer Insel, (deutsch von Uli Wittmann), Gebundene Ausgabe, Dumont Literatur und Kunst Verlag, August 2005, 445 Seiten, ISBN 3-8321-7928-3
- englisch: The Possibility Of An Island, (übersetzt aus dem Französischen von Gavin Bowd), Paperback, Phoenix Press, Juli 2006, 432 Seiten, ISBN 0-7538-2118-4